# Bahnstrecke Obskaja–Mys Kamenny
| Die Bahnstrecke № 502 von der Station Obskaja nach Mys Kamenny (gelbe Strecke) |                                   |                                         |                                         |
| Streckennummer: | GULag-Bauprojekt № 501 bzw. № 502 |                                         |                                         |
| Streckenlänge: | 500 km                            |                                         |                                         |
| Spurweite: | 1524 mm (Russische Spur)          |                                         |                                         |
| |                                   |                                         |                                         |
| \| \| \| Polarkreiseisenbahn von Tschum \| \| \| \| 0 \| Station Obskaja in Obskoye \| Station Obskaja in Obskoye \| \| \| \| Polarkreiseisenbahn nach Labytnangi \| \| \| \| 32 \| Fluss Charbei \| Fluss Charbei \| \| \| 86 \| Longatjagan \| Longatjagan \| \| \| 113/120 \| Fluss Schtschutschja (km-Angaben siehe[1]) \| Fluss Schtschutschja (km-Angaben siehe[1]) \| \| \| 164 \| Vadajacha \| Vadajacha \| \| \| 190 \| Fluss Chadytajacha \| Fluss Chadytajacha \| \| \| 245 \| Jar-Sale \| Jar-Sale \| \| \| 281 \| Kanal Pyatajun \| Kanal Pyatajun \| \| \| 302 \| Jachadjjacha \| Jachadjjacha \| \| \| 320 \| Nachodka-Bucht \| Nachodka-Bucht \| \| \| 351 \| Saleta \| Saleta \| \| \| 372 \| Pajutojacha \| Pajutojacha \| \| \| 391 \| Ngojacha \| Ngojacha \| \| \| 400 \| Nowy Port \| Nowy Port \| \| \| 402 \| Pyasjadejjacha \| Pyasjadejjacha \| \| \| 411 \| Khebidjajacha \| Khebidjajacha \| \| \| 426 \| Setnoya \| Setnoya \| \| \| 431 \| Lymbanajacha \| Lymbanajacha \| \| \| 437 \| Ngsyndermacha \| Ngsyndermacha \| \| \| 452 \| Jarajacha \| Jarajacha \| \| \| 457 \| Tarngjnecho \| Tarngjnecho \| \| \| 470 \| Makodajacha \| Makodajacha \| \| \| 482 \| Latajacha \| Latajacha \| \| \| 500 \| Mys Kamenny \| Mys Kamenny \| |                                   |                                         |                                         |
| Strecke |                                   | Polarkreiseisenbahn von Tschum          | Polarkreiseisenbahn von Tschum          |
| Bahnhof | 0                                 | Station Obskaja in Obskoye              | Station Obskaja in Obskoye              |
| Abzweig ehemals geradeaus und nach rechts |                                   | Polarkreiseisenbahn nach Labytnangi     | Polarkreiseisenbahn nach Labytnangi     |
| Brücke über Wasserlauf (Strecke außer Betrieb) | 32                                | Fluss Charbei                           | Fluss Charbei                           |
| Brücke über Wasserlauf (Strecke außer Betrieb) | 86                                | Longatjagan                             | Longatjagan                             |
| Brücke über Wasserlauf (Strecke außer Betrieb) | 113/120                           | Fluss Schtschutschja (km-Angaben siehe) | Fluss Schtschutschja (km-Angaben siehe) |
| Brücke über Wasserlauf (Strecke außer Betrieb) | 164                               | Vadajacha                               | Vadajacha                               |
| Brücke über Wasserlauf (Strecke außer Betrieb) | 190                               | Fluss Chadytajacha                      | Fluss Chadytajacha                      |
| Bahnhof (Strecke außer Betrieb) | 245                               | Jar-Sale                                | Jar-Sale                                |
| Brücke über Wasserlauf (Strecke außer Betrieb) | 281                               | Kanal Pyatajun                          | Kanal Pyatajun                          |
| Brücke über Wasserlauf (Strecke außer Betrieb) | 302                               | Jachadjjacha                            | Jachadjjacha                            |
| Haltepunkt / Haltestelle (Strecke außer Betrieb) | 320                               | Nachodka-Bucht                          | Nachodka-Bucht                          |
| Brücke über Wasserlauf (Strecke außer Betrieb) | 351                               | Saleta                                  | Saleta                                  |
| Brücke über Wasserlauf (Strecke außer Betrieb) | 372                               | Pajutojacha                             | Pajutojacha                             |
| Brücke über Wasserlauf (Strecke außer Betrieb) | 391                               | Ngojacha                                | Ngojacha                                |
| Bahnhof (Strecke außer Betrieb) | 400                               | Nowy Port                               | Nowy Port                               |
| Brücke über Wasserlauf (Strecke außer Betrieb) | 402                               | Pyasjadejjacha                          | Pyasjadejjacha                          |
| Brücke über Wasserlauf (Strecke außer Betrieb) | 411                               | Khebidjajacha                           | Khebidjajacha                           |
| Brücke über Wasserlauf (Strecke außer Betrieb) | 426                               | Setnoya                                 | Setnoya                                 |
| Brücke über Wasserlauf (Strecke außer Betrieb) | 431                               | Lymbanajacha                            | Lymbanajacha                            |
| Brücke über Wasserlauf (Strecke außer Betrieb) | 437                               | Ngsyndermacha                           | Ngsyndermacha                           |
| Brücke über Wasserlauf (Strecke außer Betrieb) | 452                               | Jarajacha                               | Jarajacha                               |
| Brücke über Wasserlauf (Strecke außer Betrieb) | 457                               | Tarngjnecho                             | Tarngjnecho                             |
| Brücke über Wasserlauf (Strecke außer Betrieb) | 470                               | Makodajacha                             | Makodajacha                             |
| Brücke über Wasserlauf (Strecke außer Betrieb) | 482                               | Latajacha                               | Latajacha                               |
| Kopfbahnhof Streckenende (Strecke außer Betrieb) | 500                               | Mys Kamenny                             | Mys Kamenny                             |

Die Bahnstrecke Obskaja–Mys Kamenny (russisch Железная дорога Обская – Мыс Каменный) war eine unvollendete eingleisige Eisenbahnstrecke im Nordwesten des asiatischen Teils Russlands, die vom Mündungsgebiet des Flusses Ob auf die Jamal-Halbinsel führte. Diese Eisenbahnstrecke, an der in den Jahren 1947 bis 1949 gearbeitet wurde, war ein sowjetisches Gulag-Projekt, das vollständig durch das Gebiet des Autonomen Kreises der Jamal-Nenzen verlief.
Die Strecke sollte in der damaligen russischen Spurbreite (1524 mm) über eine Strecke von 500 km den Bahnhof Obskaja, der sich an der Bahnstrecke Tschum–Labytnangi befindet, mit der Siedlung Mys Kamenny verbinden. Mys Kamenny liegt an der Westküste des Obbusens, genau dort, wo der Obbusen seine größte natürliche Verengung aufweist.
Wie z. B. die Kolabahn wurde dieses Eisenbahnprojekt abgebrochen und die schon verlegten Schienen wieder demontiert.

## Vorgeschichte
Die Idee für den Bau der Bahnstrecke von der Station Obskaja nach Mys Kamenny ergab sich aus zwei strategischen Überlegungen, die in den frühen 1940er Jahren entwickelt wurden:
1. Im Falle einer militärischen Auseinandersetzung müssen wichtige Erze (Mangan, Nickel und andere), die in der Stadt Norilsk gefördert werden, auf kurzem und vor allem sicheren Weg zur Weiterverarbeitung in die industrialisierten Gegenden der früheren Sowjetunion, also in den europäischen Teil Russlands, gelangen. Da Norilsk verkehrstechnisch wie eine Insel im Hohen Norden liegt (eine Eisenbahnlinie dorthin galt zu der Zeit als technisch nicht realisierbar), konnte das Erz nur mit Schiffen abtransportiert werden. Murmansk als Zielhafen mit Eisenbahnanschluss war als Umschlagplatz zwar gut geeignet, jedoch strategisch zu unsicher, da der Hafen zu nahe an der Staatsgrenze der Sowjetunion liegt. Die verlustreiche Verteidigung dieser Hafenstadt gegen die deutsche Wehrmacht im Jahre 1941 (Unternehmen Silberfuchs) zeigte dies nur zu deutlich.[6][7][8]
2. Die sowjetische Küste am Nordpolarmeer war über weite Strecken praktisch nicht zu verteidigen. Abgesehen von einer Straße und der erwähnten Eisenbahnlinie die nach Murmansk führt, gab es keine befestigte Straßen- oder Schienenanbindung von dem bewohnten Teil der Sowjetunion an das Nordpolarmeer. Die Hilflosigkeit Russlands musste Josef Stalin erleben, als ein deutsches Panzerschiff, die Admiral Scheer, im Sommer 1942 mit dem Ziel beauftragt wurde, in der Karasee im Nordpolarmeer alliierte Versorgungsschiffe abzufangen (Unternehmen Wunderland). Das Kriegsschiff konnte die wenigen Siedlungen bzw. Wetterstationen an den nördlichen Küsten der Sowjetunion unter Beschuss nehmen, ohne dass in absehbarer Zeit russische Gegenwehr zu erwarten war.

Um solche Angriffe zukünftig besser abwehren zu können, plante Stalin mit seiner Führungsriege einen zusätzlichen Marinestützpunkt.
Statt Murmansk sollte ein Hafen im Obbusen als Umschlagplatz für Erze und als militärische Basis dienen. Ein Ort an der Westküste des Obbusens ist weit genug von der Grenze entfernt und liegt relativ nahe am bestehenden sowjetischen Eisenbahnnetz. Letzteres ist wichtig, denn für den Abtransport der Erze und die Anlieferung von Militärgütern brauchte man die hier beschriebene Bahnverbindung.
Die Siedlung Mys Kamenny war der Kompromiss zwischen einer kurzen Entfernung zum Eisenbahnanschluss in Workuta (ca. 400 km Luftlinie) und der möglichst nahen Militärpräsenz im Nordpolarmeer (welches noch 500 km entfernt ist).
Der Grund, nicht den direkten Weg – quer über die Jamal-Halbinsel – nach Mys Kamenny zu wählen, sondern den Weg über die Bahnstation Obskaja, die an der Siedlung Obskoye liegt, war der für die Logistik interessanten Option geschuldet, zusätzlich einen Bahnanschluss an die Mündung des Flusses Ob zu bekommen.

## Vorbereitende Arbeiten
Für die Vorplanung der Strecke wurden zwei Expeditionen 1942 und 1943 nach Nowy Port bzw. Mys Kamenny geschickt. Beide Gruppen – angeblich je tausend Menschen (Gefangene und das dazugehörige Wachpersonal) – haben die Winter 1942/43 und 1943/44 nicht überlebt. Von ihrem Verbleib gibt es keine Spur.

## Beginn der Arbeiten
Am 4. Februar 1947 beschloss der Ministerrat der UdSSR, die Planungsarbeiten für “den Bau eines Hafens am Obbusen und einer Bahnstrecke die den Hafen mit dem bestehenden Eisenbahnnetz der Sowjetunion verbindet” in Auftrag zu geben. Ab dem 17. Februar fertigte eine Forschungsexpedition Luftbilder an, um den geeigneten Ort für den Hafen und die Streckenführung dorthin exakt zu bestimmen. Im März starteten die Vermessungsarbeiten in der am wenigsten untersuchten Region der Sowjetunion. Hierbei wurde der Streckenverlauf nach hydrologischen Gesichtspunkten ausgesucht, d. h.: wohin fließt das enorme Schmelzwasser und wo entstehen temporäre Überschwemmungen, die den Bahndamm unterspülen könnten. Ein weiterer wichtiger logistischer Aspekt war das Auffinden von geeignetem Baumaterial entlang der Strecke. Schon am 22. April beschloss der Ministerrat der UdSSR – ohne das Ergebnis dieser Explorationen abzuwarten – unverzüglich mit dem Bau eines Hafens (inklusive einer Werft, Lagerhallen und einer Wohnsiedlung) in der Nähe der 1927 erstmals erwähnten Siedlung Mys Kamenny sowie einer Bahnstrecke dorthin zu beginnen. Diese Bahnstrecke sollte von der Station Tschum über die jungen Siedlungen Obskoye (1945 gegründet), Jar-Sale (1927 gegründet) und Nowy Port (1920 gegründet) verlaufen. Mehr als die Hälfte des Streckenabschnitts von der Station Tschum zur Station Obskaja (mit einer kurzen Streckenverlängerung nach Labytnangi), der heute noch in Betrieb ist, wurde im gleichen Jahr projektierte und gebaut. Die verbleibende Hälfte der Strecke wurde 1948 realisiert.
Für den hier beschriebenen Streckenabschnitt, der von der Station Obskaja, über Jar-Sale und Nowy Port bis nach Mys Kamenny führen sollen, wurde 1947 eine Betrachtung von drei Optionen bezüglich der Streckenführung durchgeführt. Alle drei Optionen sollten zunächst – von Obskoye ausgehend – auf kürzestem Wege bis zum Fluss Schtschutschja verlaufen. Ab hier wäre mit der ersten Option der kürzeste Weg nach Nowy verfolgt worden. Mit der zweiten Option wäre der Weg zunächst entlang des Flusstals des Schtschutschja nach Norden verlaufen, um dann direkt nach Osten an den Obbusen zu gelangen. Letztlich wurde die, für den Streckenbau versorgungsgünstigste dritte Option gewählt, die den Weg entlang der Küste über Jar-Sale und Nowy Port vorschlug. Somit richtete man an allen genannten Orten Lager ein. In Nowy Port sowie in den Lagern in der Nähe des Flusses Schtschutschja lebten die ersten Gefangenen in Erdhütten in den Dünen. In Mys Kamenny war der Boden zu sumpfig, so dass die Häftlinge in Zelten untergebracht waren.
Es stellten sich Schwierigkeiten in Mys Kamenny ein: Nachdem am nördlichen Ende der geplanten Bahnstrecke das Packeis auf dem Obbusen erst im Juli 1948 verschwunden war und die ersten Hochseeschiffe eintrafen, gelang es diesen nicht, näher als zwei bis drei Kilometer an die Küste zu kommen. Das Wasser war in diesem Bereich zu flach. Daher entluden die eintreffenden Gefangenen die Boote, indem sie bis zur Hüfte im Wasser standen. Sie brachten Baumaterialien mit, um Vorbereitungen zu treffen, damit im nächsten Sommer Schiffsladungen mit 3000 Arbeitern, Ausrüstungsgegenstände, technisches Material, Holz, Kohle, Kraft- und Schmierstoffe sowie Lebensmittel in einer Gesamtmenge von 70.000 Tonnen anlanden können. Bis Ende Juli entstand das erste Gebäude, welches die anzuliefernden Bauteile und Anlagen aufnehmen sollte, die schützenswert waren. Zudem wurde ein fünf Kilometer langer Pier geschaffen, der aus Jahrhunderte alten Lärchenstämmen gebaut wurde. Durch die häufigen Stürme erreichte das Wasser je nach Windrichtung eine Tiefe von fünf Metern oder bisweilen sogar nur 50 Zentimeter. Am 14. Juli drückte ein großer Sturm ein Schiff in das seichte Wasser der Küste, wo es strandete und, mit Baustoffen, Anlagen- und Einrichtungsteilen beladen, unterging. Menschen sollen zu Tode gekommen sein. Erst Anfang August konnte mit der Entladung fortgefahren werden. (Es gibt Literaturquellen, die datieren den großen Sturm vom 14. Juli auf 1947 statt auf 1948.)
Parallel haben 1948 die Bauarbeiten am südlichen Ende der Strecke bei der Station Obskaja begonnen. Zudem wurden Bautrupps losgeschickt, die die Brücken über die Flüsse Charbei und Schtschutschja vorbereiten sollten.

## Ein entscheidender Planungsfehler tritt zu Tage
Schon im Herbst 1947 war klar, dass es am Mys Kamenny (wörtlich übersetzt: „Steinkap“) keine Steine gab: Der Name der Siedlung Mys Kamenny wurde durch Kartografen im Jahr 1826 missverstanden. Sie hörten „Stein“ (nenzisch пай, russisch ка́мень), jedoch meinten die hier lebenden Nenzen „Kurve“ (nenzisch пае, russisch кривой). Tatsächlich ist der Küstenbereich des Kaps wie ein Bogen, eben wie eine Kurve, ausgeprägt. In Wirklichkeit hat es an diesem „Krummen Kap“ nie Steine gegeben. Somit gab es hier nicht den begehrten Baustoff, der für den Bau der notwendigen Molen einer Hafeneinfahrt bzw. den Trassenbau gebraucht wurde. Ende 1947 war durchkalkuliert, wie eine Lösung für dieses Problem aussehen könnte: 90.000 Tonnen Spundwänden und 26 Mio. m³ Gestein hätten herbeigeschafft werden müssen, um die Hafeneinfahrt abstecken zu können. Die anschließenden Ausbaggerungen auf mindestens zehn Meter Tiefe sollten es möglich machen, dass Hochseeschiffe anlanden und ihre Ladung löschen können. Jedoch zeigten hydrographische Studien, dass der feine Sand und Schlick die Fahrrinne relativ schnell wieder einebnen würde. Die Ernsthaftigkeit dieses Problems wurde erst 1948 erkannt. Niemand war auf die Idee gekommen, die Machbarkeit vorher zu überprüfen. Ein Jahr Vorbereitung war umsonst.
Trotz dieser schlechten Prognose wurden 1948, an den Stellen wo die Bahnhöfe Jar-Sale, Nowy Port und Mys Kamenny entstehen sollten und sich schon Gefangene befanden (z. B. im BaidarLag, bei Nowy Port, bis zu 2500 Personen und im SapoljarLag bei Mys Kamenny, bis zu 2000 Personen), weiterhin große Mengen Material und Lebensmittel angeliefert.

## Abbruch der Arbeiten
Letztlich waren die Planungs- und Konstruktionsingenieure Ende 1948 überzeugt, dass ein bedeutender Seehafen, der Hochseeschiffe aufnehmen konnte und eine Basis für die Marine bzw. Hochsee-U-Boote sein sollte, wo sie Stürme abwettern und Reparaturen im „Trockendock“ durchführen könnten, am Mys Kamenny nicht gebaut werden kann. Auch bei der Erschließung der Trasse von der Station Obskaja nach Jar-Sale waren die Planer von der Unzweckmäßigkeit einer polaren Bahnstrecke überzeugt, je weiter die Arbeiten in Richtung des Obbusens vordrangen. Am 1. Oktober 1948 wurden die Bauarbeiten für den Hafenbau und den Bahnbau eingestellt und der ganze Lagerbezirk SapoljarLag geschlossen.
Aus organisatorischen Gründen konnten die Lagerinsassen erst im nächsten Frühjahr abgeholt werden, um sie dann über die Flüsse Pur und Taz zu einem neuen Bahnbauprojekt (Salechard – Igarka) zu bringen. Somit mussten die Gefangenen den Polarwinter 1948/49 in Zelten und Erdhütten, die direkt in den vereisten Tundraboden gegraben wurden, verbringen. Viel zu tun hatten die Gefangenen in diesem Winter nicht. Ein Gefangener berichtete später, dass es keine andere Arbeit gab, als die Stacheldrahtzäune, die im Schnee versunken waren, wieder auszugraben. Erst am 29. Januar 1949 beschloss der Ministerrat offiziell die Beseitigung der Hafen- und Bahnbaustellen auf der Jamal-Halbinsel. Der Beschluss erwähnte nicht die technischen Schwierigkeiten, sondern man stellte eine größere und bedeutendere Lösung vor. Was zuvor als technisch nicht sinnvoll erachtet wurde, sollte nun angestrebt werden: Die Erze aus Norilsk sollten nicht mehr über das Nordpolarmeer via Mys Kamenny in die europäische Stahl- und Schwerindustrie gelangen, sondern zunächst über den Fluss Jenissei bis nach Igarka. Von dort sollten sie dann über eine neu zu errichtende Bahnstrecke, parallel des Polarkreises, bis zur gerade fertig gestellten Bahnstrecke Tschum – Labytnangi, die ja den Ural überquerte, transportiert werden. Diese neue Überlegung löste die bisherige Strategie und damit die hier beschriebene Bahnstrecke ab. Das neue Konzept hatte gegenüber dem alten erhebliche Vorteile. Der Erztransport über den Fluss Jenissei ist im Sommer bedeutend länger möglich als über das Polarmeer. Vier Monate im Jahr ist der Jenissei – ohne den Einsatz von Eisbrechern – mit Hochseeschiffen zu befahren. Die Strecke ist militärisch sicherer, da der Transport nicht durch Gewässer erfolgt, die in der Nähe der sowjetischen Staatsgrenze liegen. Zudem hatte sich der Fokus verschoben: War in den Kriegsjahren nur ein punktueller Verteidigungsschwachpunkt in der Karasee und den angrenzenden Gewässer erkannt worden, so hat sich mit dem aufkommenden Kalten Krieg die gesamte Nordgrenze als Sicherheitsrisiko herausgestellt. Eine ganzjährige Versorgung für zukünftig einzurichtende Verteidigungsposten an der gesamten sibirischen Polarküste wäre mit einer Eisenbahn möglich, die im Endausbau bis zur Beringstraße verlaufen könnte. Der Name Polarkreiseisenbahn war geboren und beschreibt bis heute den Versuch, in den Jahren 1947 bzw. 1949 bis 1953 das erste Teilstück dieser Bahnstrecke vom Ural bis nach Igarka zu realisieren.

## Verlauf der geplanten und teilrealisierten Bahnstrecke
Der exakt geplante Verlauf der Strecke ist kaum dokumentiert. Es gibt verbale Beschreibungen und nur wenig Kartenmaterial. Noch seltener findet man Quellen, in denen Aussagen über die bis zum Abbruch tatsächlich aufgeschütteten bzw. mit Gleisen belegten Abschnitte gemacht werden. Eine russische Militärkarte lässt den exakten Verlauf der ersten 32 Kilometer vermuten. Eine Übersichtskarte in einem Standardwerk suggeriert, dass sogar Gleise auf den ersten 25 vielleicht sogar auf den ersten 32 km verlegt worden waren.

## Bilder von der Bahnstrecke
Es gibt so gut wie kein Bildmaterial vom konkreten Streckenbau. Lediglich die Anlandung von Material bei Mys Kamenny ist dokumentiert.

## Bezeichnung des GULag-Bauprojektes №501 oder №502
Zur Sowjetzeiten wurden die GULag-Bauprojekte vom Ministerium für Innere Angelegenheiten oft mit dreistelligen Nummern versehen. Die 500er Nummern waren meist für Bahnprojekte vorgesehen. So ist z. B. die „500“ die Strecke von Komsomolsk am Amur nach Sowetskaja Gawan, die „501“ und „503“ sind Teilstreckenabschnitte der Polarkreiseisenbahn, die „505“ ist die Strecke von der Transsib nach Ulan Bator, die "506" ist die Strecke vom Sachalintunnel nach Alexandrowsk-Sachalinski, die "507" ist die Strecke vom Sachalintunnel nach De-Kastri, die "508" ist die Baikal-Amur-Magistrale, die "509" ist die Strecke von Apatity über Kejwa zum Fluss Ponoi (auf der Kola-Halbinsel), die „510“ ist die Strecke von Archangelsk über Rutschi nach Mesen und die "511" ist die Strecke von Murmansk über Nikel nach Petschenga.
Bei der hier beschriebenen Bahnstrecke von der Station Obskaja nach Mys Kamenny ist die Benennung nicht eindeutig. Die Literatur bezeichnet die Strecke oft als № 502, aber häufig findet man hierfür auch die Kennzeichnung № 501. Bei der letztgenannten Variante (№ 501) wird nur der Bau der Hafenanlage in Mys Kamenny (also nicht das Bahnprojekt) als № 502 bezeichnet. Selbst russische Experten für die Polarkreiseisenbahn können keine eindeutige Antwort geben. Eine Quelle, auf die sehr viele andere Quellen verweisen, spricht im Zusammenhang mit der hier beschriebenen Strecke sogar von der № 503. Hier handelt es sich nicht um den östlichen Teil der Bahnstrecke Salechard–Igarka, der später auch № 503 heißen wird. Wahrscheinlich war die Nummer noch nicht vergeben und so wurde diese wohl zwischen dem 6. Mai 1948 und dem 29. Januar 1949 zunächst hier verwendet.

## Ausblick
Eine der Begründungen von Josef Stalin für den Bau dieser Bahnstrecke war die, „… dass das russische Volk schon lange von einem zuverlässigen Weg träumt, um an den Arktischen Ozean zu gelangen.“ Dieser Traum wurde mit dem Abbruch der Arbeiten 1949 zunächst nicht realisiert. Doch 1985 startete – wieder von der Station Obskaja ausgehend – ein neuer Versuch, auf die Jamal-Halbinsel zu kommen. Es wurde eine Bahnstrecke nach Norden gebaut, diesmal nicht zum Obbusen, sondern zur Karasee (Bahnstrecke Obskaja–Karskaja).